# Playa de las Américas
Playa de las Américas er en by i det sydvestlige Spanien på øen Tenerife i provinsen Santa Cruz de Tenerife, De Kanariske Øer.
Byen blev opført i forbindelse med, at charterferie blev udbredt i 1960'erne, og den ligger mellem byerne Adeje og Arona. Byen har en lang række hoteller og ferielejligheder samt barer og natklubber, og de fine strande er for en stor dels vedkommende kunstigt skabte med importeret hvidt sand fra Afrika. Årsagen til, at man har gjort dette, er, at den lokale sand er meget mørk, da den stammer fra øens vulkaner.
Playa de las Américas er et af Tenerifes centre for turisme, og blandt de mest kendte områder af byens natteliv kan nævnes Starco og Veronicas Strip, begge med flere natklubber og barer, restauranter mm.